# 了不起的老爸
《了不起的老爸》（英語：On Your Mark），2021年中国大陆剧情片，导演周青元，主演王砚辉、张宥浩、龚蓓苾。

## 剧情
该片讲述了一个家庭中儿子和父亲参加马拉松比赛从而认识自我、提升自我的故事。

## 演员
- 王砚辉 出演 肖大明
- 张宥浩 出演 肖尔东
- 龚蓓苾 出演 夏露
- 李小胖
- 鹤男
- 赵亮
- 李彧
- 刘金山
- 冯文娟

## 制作
该片在重庆市取景。

## 發行
该片将在中国大陆的2021年6月18日父亲节上映。
而在马来西亚，这部电影已经获得了和周青元合作无数次的电影公司的支持。但由于新冠肺炎疫情关系，导致整部电影不能在影院上映。直到官方宣布为庆祝马来西亚国庆日和创台25周年，这部电影将正式在2021年8月26日，在的频道首映。

## 票房
截止2021年6月27日，该片累计票房1.05亿。